# Curt Richter
Curt Paul Richter (Denver, 20 febbraio 1894 – Baltimora, 21 dicembre 1988) è stato un biologo, psicobiologo e genetista statunitense, che ha dato un importante contributo nel campo dei ritmi circadiani. In particolare, Richter identificò l'ipotalamo come un “pacemaker biologico” impegnato nel sonno e nella veglia. In particolare, questa regione sospettata da Richter è stata successivamente identificata come il nucleo soprachiasmatico..

## Primi anni di vita, famiglia e istruzione
Richter nacque il 20 febbraio 1894 a Denver, in Colorado, da immigrati tedeschi provenienti dalla Sassonia. Il padre di Richter era un ingegnere, proprietario di un'azienda siderurgica a Denver. 
Nel 1912 studiò ingegneria alla Technische Hochschule in Germania, ma abbandonò gli studi dopo lo scoppio della prima guerra mondiale nel 1914, per trasferirsi all'Università Harvard, dove studiò biologia con William E. Castle. A causa della sua mancanza di esperienza in biologia, Castle gli consigliò di abbandonare il corso, così Richter passò alla psicologia, studiando con E. B. Holt e Robert Yerkes. Si laureò ad Harvard nel 1917 e, dopo un breve periodo nell'United States Army studiò con John Watson alla Università Johns Hopkins.

## Lavoro
Richter indusse stati di bisogno in animali da laboratorio privandoli di sostanze essenziali alla sopravvivenza o manipolando i loro livelli ormonali. Dimostrò che questi stati di bisogno generano appetiti e comportamenti che corrispondono esattamente al bisogno dell'animale, anche se quest'ultimo non aveva mai sperimentato quel bisogno prima, dimostrando così la programmazione genetica del comportamento. Manipolando i livelli ormonali, Richter innescò anche altri comportamenti preprogrammati, come la costruzione del nido.
Richter è stato eletto membro dell'Accademia nazionale delle scienze degli Stati Uniti nel 1948, dell'American Academy of Arts and Sciences nel 1956 e dell'American Philosophical Society nel 1959.

## Nella cultura popolare
Richter è spesso citato per i suoi esperimenti sui ratti annegati, in cui i ratti morivano annegati in un tempo piuttosto breve senza tentare di nuotare. Tuttavia, se i ratti avevano avuto ripetute esperienze di salvataggio, o erano stati tenuti fermi per breve tempo e poi liberati, “non morivano” e “non mostravano segni di resa”. Come descritto nell'articolo:

A sostegno dell'ipotesi che il fenomeno della morte improvvisa dependesse in gran parte dalle reazioni emotive alla costrizione o all'immersione, si osserva che, una volta eliminata la sensazione di disperazione, i ratti non morivano. Ciò si otteneva tenendo i ratti brevemente fermi e poi liberandoli, e immergendoli in acqua per alcuni minuti in diverse occasioni. In questo modo i ratti imparavano rapidamente che la situazione non era realmente disperata; in seguito tornavano ad essere aggressivi, cercavano di fuggire e non mostravano segni di resa. I ratti selvatici così condizionati nuotano tanto quanto i ratti domestici o anche più a lungo.

Questo è stato interpretato come un argomento a favore dell'importanza della speranza e circola regolarmente su Internet.